# Filmowa miłość
Filmowa miłość – debiutancki album zespołu Domino, wydany w 1996 roku na kasecie magnetofonowej przez wytwornię Green Star. Album zawiera 10 premierowych utworów. Tytułowy utwór, do którego nakręcono teledysk stał się największym przebojem zespołu. Drugim utworem, który promował album było nagranie Tylko ty.

## Lista utworów
Strona A
1. Filmowa miłość (muz. i sł. Marek Żurobski)
2. Tylko ty (muz. W. Lewszuk, sł. Ewa Alimowska)
3. Miałaś 18 lat (muz. Fabian Sielwonczuk, sł. Ewa Alimowska)
4. Bez miłości (muz. Fabian Sielwonczuk, sł. Ewa Alimowska)
5. Kochana ma (muz. i sł. Marek Żurobski)

Strona B
1. Kto więcej serca ci da (muz. Marek Żurobski, sł. M. Marczuk)
2. Jesteś najpiękniejsza (muz. Mirosław Lewszuk, sł. Fabian Sielwonczuk)
3. Samotność (muz. Marek Żurobski, sł. M. Marczuk)
4. Romans (muz. Marek Żurobski, sł. M. Marczuk)
5. Złote liście (muz. Mirosław Lewszuk, sł. M. Marczuk)

## Skład zespołu
- Marek Żurobski – vocal, instrumenty klawiszowe
- Fabian Sielwonczuk – gitara basowa, vocal
- Mirosław Lewszuk – instrumenty klawiszowe, vocal

## Aranżacje utworów
- Marek Zrajkowski – utwór A1
- Tomasz Ring – pozostałe utwory

## Dodatkowe informacje
- Manager zespołu: Cezary Kulesza
- Projekt okładki: Krzysztof Walczak